# Riitta-Liisa Roponen

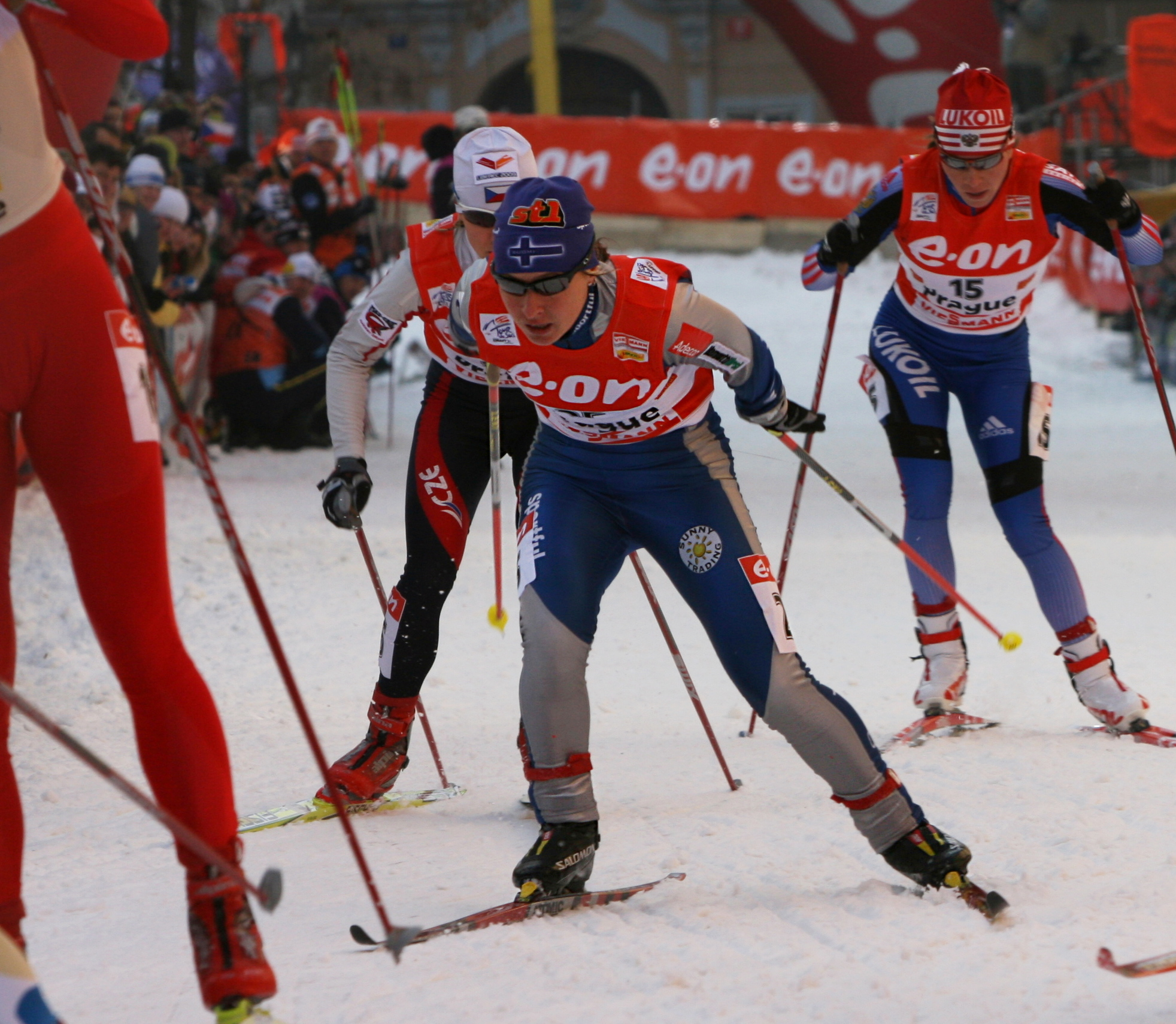
Roponen (midden) in actie tijdens de Tour de Ski 2006/2007 in Praag.

Riitta-Liisa Roponen (geboren Lassila, Haukipudas, 6 mei 1978) is een Fins langlaufster. Roponen
vertegenwoordigde haar vaderland op de Olympische Winterspelen in Salt Lake City, Turijn, Vancouver, Sotsji en Pyeongchang.

## Carrière
Roponen maakte haar wereldbekerdebuut in november 1998 in Muonio. In november 2001 scoorde de Finse in Kuopio haar eerste wereldbekerpunten. In januari 2002 behaalde ze in Nové Město na Moravě haar eerste toptienklassering in een wereldbekerwedstrijd. Tijdens de Olympische Winterspelen van 2002 in Salt Lake City eindigde Roponen als negentiende op de 15 kilometer vrije stijl en als 36e op de sprint, op de estafette eindigde ze samen met Kati Sundqvist, Satu Salonen en Kaisa Varis op de zevende plaats.
Op de wereldkampioenschappen langlaufen 2003 in Val di Fiemme eindigde de Finse als 35e op de 30 kilometer vrije stijl en als 41e op de 10 kilometer achtervolging. In Oberstdorf nam ze deel aan de wereldkampioenschappen langlaufen 2005. Op dit toernooi eindigde ze als achtste op de 15 kilometer achtervolging en als twaalfde op de 10 kilometer vrije stijl. Samen met Pirjo Manninen veroverde ze de zilveren medaille op de teamsprint, op de estafette eindigde ze samen met Kirsi Välimaa, Virpi Kuitunen en Aino-Kaisa Saarinen op de vijfde plaats. Tijdens de Olympische Winterspelen van 2006 in Turijn eindigde Roponen als dertiende op de 15 kilometer achtervolging, als 23e op de 30 kilometer vrije stijl en als 33e op de 10 kilometer klassieke stijl. Samen met Aino-Kaisa Saarinen, Virpi Kuitunen en Kati Venalainen eindigde ze als zevende op de estafette.
In december 2006 stond de Finse in La Clusaz voor de eerste maal in haar carrière op het podium van een wereldbekerwedstrijd. Op 20 januari 2007 boekte ze in Rybinsk haar eerste wereldbekerzege. Op de wereldkampioenschappen langlaufen 2007 in Sapporo eindigde Roponen als vijfde op de 15 kilometer achtervolging en als zevende op de 10 kilometer vrije stijl. Op de teamsprint werd ze samen met Virpi Kuitunen wereldkampioen, samen met Aino-Kaisa Saarinen, Virpi Kuitunen en Pirjo Muranen sleepte ze de wereldtitel in de wacht op de estafette. In Liberec nam ze deel aan de wereldkampioenschappen langlaufen 2009. Op dit toernooi eindigde ze als zesde op de 30 kilometer vrije stijl, als veertiende op de sprint en als 23e op de 15 kilometer achtervolging. Op de estafette prolongeerde ze samen met Pirjo Muranen, Virpi Kuitunen en Aino-Kaisa Saarinen de wereldtitel. Tijdens de Olympische Winterspelen van 2010 in Vancouver eindigde Roponen als zesde op de 10 kilometer vrije stijl en als vijftiende op de 15 kilometer achtervolging. Samen met Pirjo Muranen, Virpi Kuitunen en Aino-Kaisa Saarinen veroverde ze de bronzen medaille op de estafette.
Op de wereldkampioenschappen langlaufen 2011 in Oslo eindigde de Finse als veertiende op de 15 kilometer achtervolging, als vijftiende op de 30 kilometer vrije stijl en als achttiende op de 10 kilometer klassieke stijl. Op de estafette legde ze samen met Pirjo Muranen, Aino-Kaisa Saarinen en Krista Lähteenmäki beslag op de bronzen medaille. In Val di Fiemme nam ze deel aan de wereldkampioenschappen langlaufen 2013. Op dit toernooi eindigde ze als achtste op de 10 kilometer vrije stijl en als zestiende op de 15 kilometer skiatlon. Samen met Anne Kyllönen, Kerttu Niskanen en Riikka Sarasoja-Lilja eindigde ze als vijfde op de estafette. Tijdens de Olympische Winterspelen van 2014 in Sotsji eindigde Roponen als 26e op de 30 kilometer vrije stijl.
Op de wereldkampioenschappen langlaufen 2015 in Falun eindigde ze als achtste op de 15 kilometer skiatlon, als achttiende op de 30 kilometer klassieke stijl en als negentiende op de 10 kilometer vrije stijl. Op de estafette behaalde ze samen met Aino-Kaisa Saarinen, Kerttu Niskanen en Krista Pärmäkoski de bronzen medaille. Tijdens de Olympische Winterspelen van 2018 in Pyeongchang eindigde Roponen als twintigste op de 10 kilometer vrije stijl. Samen met Aino-Kaisa Saarinen, Kerttu Niskanen en Krista Pärmäkoski eindigde ze als vierde op de estafette.
In Seefeld nam de Finse deel aan de wereldkampioenschappen langlaufen 2019. Op dit toernooi eindigde ze als 22e op de 30 kilometer vrije stijl, op de estafette eindigde ze samen met Laura Mononen, Krista Pärmäkoski en Eveliina Piippo op de zesde plaats. Op de wereldkampioenschappen langlaufen 2021 in Oberstdorf eindigde ze als tiende op de 10 kilometer vrije stijl, samen met Jasmi Joensuu, Johanna Matintalo en Krista Pärmäkoski sleepte ze de bronzen medaille in de wacht op de estafette.

## Privé
Riitta-Liisa is gehuwd met Toni Roponen, een voormalig Fins biatlontrainer. Toni Roponen traint nu zijn echtgenote en enkele andere Finse langlaufers, waaronder Matti Heikkinen. Riitta-Liisa en Toni hebben sinds 2004 een dochter, Ida. Toni Roponen had uit een vorige relatie ook al een zoon, Tommi.

## Resultaten

### Olympische Winterspelen
| Jaar | Plaats         | Resultaten                                                                                  |
| ---- | -------------- | ------------------------------------------------------------------------------------------- |
| 2002 | Salt Lake City | 36e Sprint (vrije stijl) 19e 15 km vrije stijl 7e 4×5 km estafette                          |
| 2006 | Turijn         | 35e 10 km klassieke stijl 13e 15 km achtervolging 23e 30 km vrije stijl 7e 4×5 km estafette |
| 2010 | Vancouver      | 6e 10 km vrije stijl · 15e 15 km achtervolging · 4×5 km estafette                           |
| 2014 | Sotsji         | 26e 30 km vrije stijl                                                                       |
| 2018 | Pyeongchang    | 20e 10 km vrije stijl 4e 4×5 km estafette                                                   |

### Wereldkampioenschappen
| Jaar | Plaats        | Resultaten                                                                                      |
| ---- | ------------- | ----------------------------------------------------------------------------------------------- |
| 2003 | Val di Fiemme | 41e 10 km achtervolging 35e 30 km vrije stijl                                                   |
| 2005 | Oberstdorf    | 12e 10 km vrije stijl · 8e 15 km achtervolging · Teamsprint (vrije stijl) · 5e 4×5 km estafette |
| 2007 | Sapporo       | 7e 10 km vrije stijl · 5e 15 km achtervolging · Teamsprint (vrije stijl) · 4×5 km estafette     |
| 2009 | Liberec       | 14e Sprint (vrije stijl) · 23e 15 km achtervolging · 6e 30 km vrije stijl · 4×5 km estafette    |
| 2011 | Oslo          | 18e 10 km klassieke stijl · 14e 15 km achtervolging · 15e 30 km vrije stijl · 4×5 km estafette  |
| 2013 | Val di Fiemme | 8e 10 km vrije stijl 16e 15 km skiatlon 5e 4×5 km estafette                                     |
| 2015 | Falun         | 19e 10 km vrije stijl · 8e 15 km skiatlon · 18e 30 km klassieke stijl · 4×5 km estafette        |
| 2019 | Seefeld       | 22e 30 km vrije stijl 6e 4×5 km estafette                                                       |
| 2021 | Oberstdorf    | 10e 10 km vrije stijl · 4×5 km estafette                                                        |

### Wereldbeker
Eindklasseringen
| Seizoen   | Algm | DI  | SP  | TdS |
| --------- | ---- | --- | --- | --- |
| 2001/2002 | 35e  | –   | –   |     |
| 2002/2003 | 55e  | –   | –   |     |
| 2004/2005 | 16e  | 14e | 45e |     |
| 2005/2006 | 37e  | 28e | 45e |     |
| 2006/2007 | 6e   | 6e  | 20e | 13e |
| 2007/2008 | 13e  | 11e | 20e | 10e |
| 2008/2009 | 11e  | 11e | 18e | 11e |
| 2009/2010 | 7e   | 5e  | 40e | 6e  |
| 2010/2011 | 14e  | 9e  | 50e | 11e |
| 2011/2012 | 15e  | 12e | 55e | 11e |
| 2012/2013 | 18e  | 16e | 68e | 8e  |
| 2013/2014 | 33e  | 20e | –   | 16e |
| 2014/2015 | 41e  | 21e | –   | –   |
| 2015/2016 | 31e  | 25e | –   | –   |
| 2016/2017 | 57e  | 34e | –   | –   |
| 2017/2018 | 61e  | 41e | –   | –   |
| 2018/2019 | 65e  | 46e | –   | –   |
| 2020/2021 | 77e  | 50e | –   | –   |

Wereldbekerzeges
| Nr. | Datum           | Plaats  | Onderdeel                      |
| --- | --------------- | ------- | ------------------------------ |
| 1.  | 20 januari 2007 | Rybinsk | 15 km vrije stijl (massastart) |
| 2.  | 21 maart 2009   | Falun   | 10 km achtervolging            |